# Brianne Davis
Brianne Davis (ur. 21 kwietnia 1982 w Atlancie) – amerykańska aktorka filmowa i telewizyjna, znana z ról w filmach Jarhead − żołnierz piechoty morskiej (2005), Bal maturalny (2008) oraz Among Friends (2012).
Gościnnie wystąpiła w popularnych serialach telewizyjnych: Bez skazy, CSI: Kryminalne zagadki Las Vegas, Gotowe na wszystko, Ekipa, Czysta krew, Jezioro marzeń czy Bracia i siostry. W 2012 otrzymała rolę Claire w operze mydlanej W sercu Hollywood.